# Friedrich Richard Mockhel

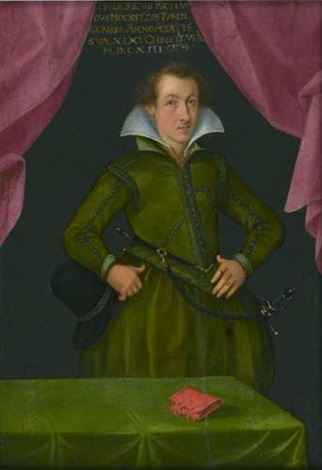
Porträt des Fridericus Richardus Mockelius als Straßburger Student, unbekannter Künstler, Öl auf Holz, 1613

Friedrich Richard Mockhel oder Mockel (lateinisch Fridericus Richardus Mockelius; * 19. Oktober 1594 in Tübingen; † 7. Dezemberjul. / 17. Dezember 1643greg. in Benfeld) war ein Jurist und Diplomat, der als Kanzleidirektor der Grafschaft Hohenlohe-Waldenburg-Pfedelbach und als schwedischer Resident im Elsass amtierte.

## Leben

### Kindheit in der Gastwirtschaft „Zum Goldenen Schaf“ zu Tübingen

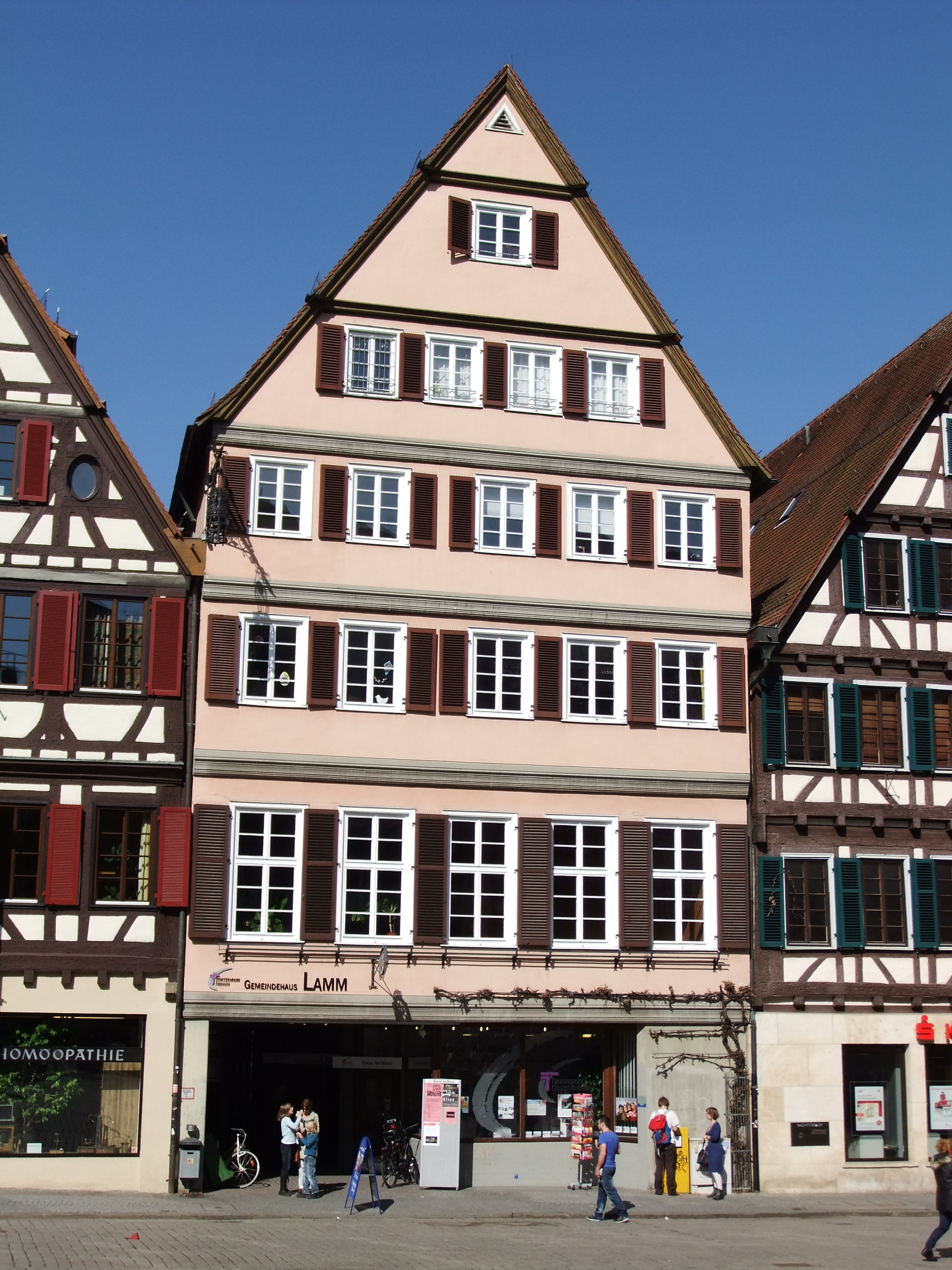
Restaurierte Fassade der ehemaligen Gastwirtschaft Am Markt 7 in Tübingen

Friedrich Richard Mockhel war eines von drei Kindern des Tübinger Ratsverwandten Johannes Mockel (1567–1631) aus Kirchheim unter Teck. „Joannes Mugelius Kirchensis“ hatte sich 1582 in Tübingen immatrikuliert, erwarb 1588 als „Mockelius“ das Baccalaureat und wurde 1591 als „Meckel“ Stipendiat von Kloster Bebenhausen. Nach seiner Heirat 1593 mit der Tübinger „Schafwirtin“ des Gasthauses „Zum Goldenen Schaf“ Margaretha geborener Motzer (1561–1627), Witwe (⚭ 1582) des Gastwirts Johannes Lustnauer († 1592), wurde er 1593 von der Universität „dimittiert“. Er blieb dem akademischen Leben verbunden und stand in engem Kontakt u. a. mit Martin Crusius. Johann Mockel starb während einer Reutlinger Messe.

### Studium
Ersten Unterricht erhielten Friedrich Richard und seine Brüder von ihrem Vater Johannes Mockel, der im April 1601 die Domus Collegii (Gebäude der Philosophischen Fakultät) von Martin Crusius anmietete, um dort seine eigenen und fremde Kinder zu beschulen. „Friedricus Richardus Mokhel“ aus Tübingen immatrikulierte sich am 7. Juli 1607 zusammen mit seinem Halbbruder Joseph Lustnawer (* 1592; † nach 1631) und zum zweiten Mal am 20. Dezember 1614 in Tübingen. Zwischen 1612 und 1620 verteidigte er einige Disputationsthesen unter dem Vorsitz von Christoph Besold. Besold stellte 1616 sechs von ihm betreute Thesenreihen über Buch I, Titulus 1–6 der Pandekten, die von den Studenten Friedrich Richard Mockhel, Johann Joachim Kegel (1587–1635), Martin Neuffer, Georg Christoph von Schallenberg und Biberstein, Johann Leonhard Breitschwert (1595–1635) und Burkhard Ehinger (* um 1589; † 1633) in Disputationen verteidigt worden waren, zu einem Gesetzeskommentar zusammen.
Als Student ließ Mockhel 1613 ein Porträt in Öl von sich anfertigen. 1617 war er Präzeptor des Grafen Georg Friedrich von Tübingen-Lichteneck (1601–1622). Friedrich Richard Mockhel erwarb den akademischen Grad eines Lizenziaten der Rechte. Seine letzte Tübinger Disputation De praemiis dissertatio widmete Mockhel seinem neuen Dienstherren Graf Ludwig Eberhard von Hohenlohe-Waldenburg-Pfedelbach (1590–1650).

### Kanzleidirektor der Grafen von Hohenlohe-Waldenburg-Pfedelbach

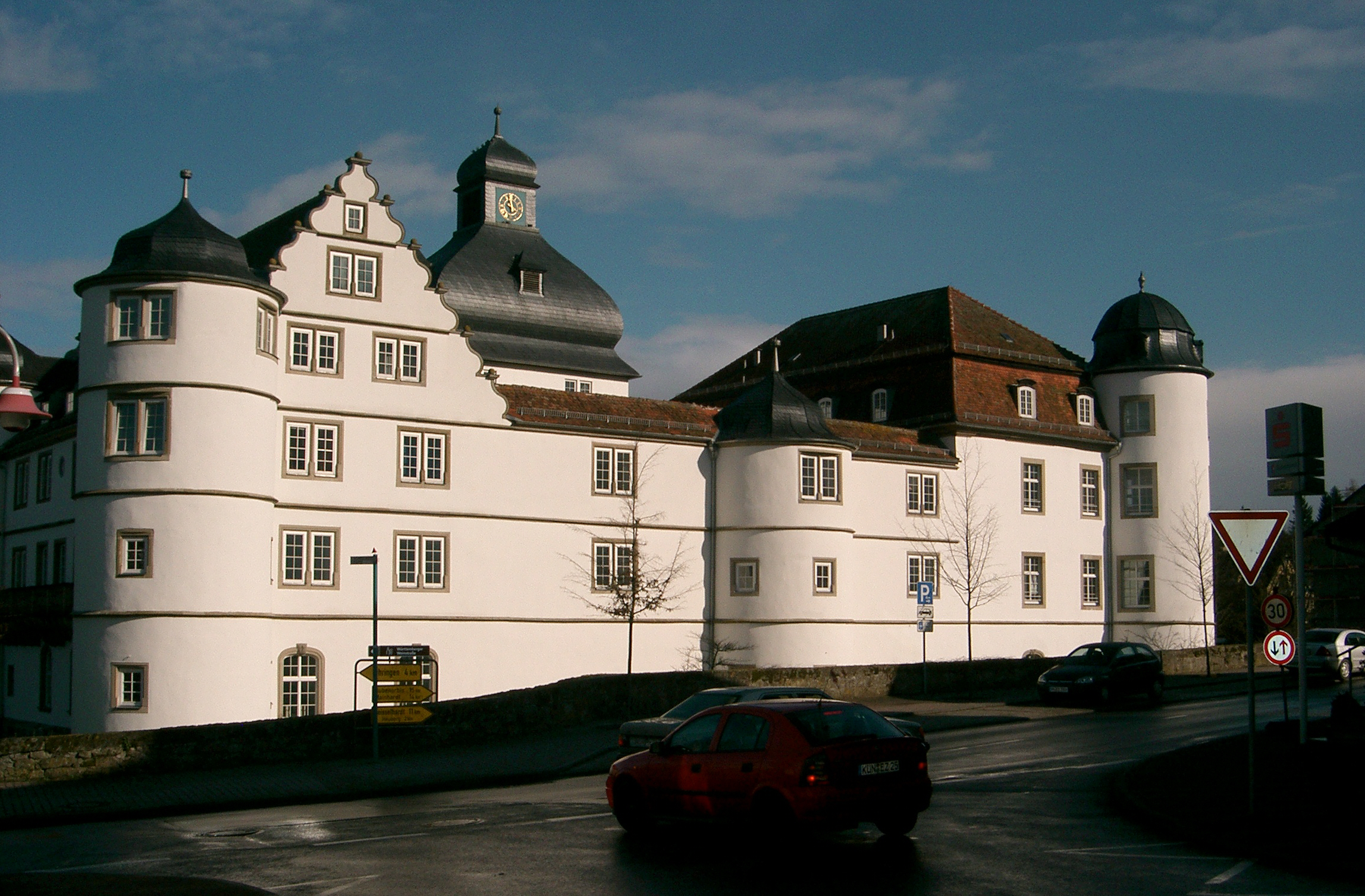
Hohenloher Amtssitz Schloss Pfedelbach, Renaiccance-Bau des 16. Jahrhunderts mit Umbauten der Barockzeit

1620 bis 1631/32 war Friedrich Richard Mockhel Rat, Sekretär und ab etwa 1628 Kanzleidirektor von Graf Ludwig Eberhard von Hohenlohe-Waldenburg-Pfedelbach (1590–1650). Am 1. Märzjul. / 11. März 1624greg. nahm Mockhel als gräflich hohenlohescher Gesandter in Nürnberg an einem von Kaiser Ferdinand II. einberufenen Tag des Fränkischen Reichskreises teil, bei dem dieser die Erhebung von Kontributionen erreichen wollte. Als sich das kurbayerischen Regiment Schönberg zu Pferd von 1627 an in Franken und Schwaben aufhielt, waren Truppenteile für längere Zeit in den hohenlohischen Ämtern Hollenbach und Weikersheim einquartiert. Um die Lasten der Einquartierungen zu verringern oder vorzeitig zu beenden, wurden die hohenlohischen Räte Ludwig Lurzing und Lic. Friedrich Richard Mockel an den kurfürstlichen Hof zu Herzog Maximilian I. von Bayern nach München abgeordnet.
Im Streit der sechs Hohenloher Grafen mit dem Hochstift Würzburg um Chorherrenstift und Spital in Öhringen und das Kloster Schäftersheim verfasste „Reinhard Möckel“ in Pfedelbach zusammen mit anderen hohenloheschen Räten – Jakob Ludwig in Öhringen, Wolfgang Textor (1588–1650) in Neuenstein, Nikolaus von Helffant († um 1637) und Basilius Schmierer d. J. († 1631/35) in Waldenburg sowie Johann Christoph Assum (1581–1651) in Langenburg – ein Gutachten über die hohenloheschen Rechte an den Gütern.
Auf dem Kollegialtag der fränkischen Grafen zu Künzelsau wurden die beiden Hohenloher Räte Lic. Mockel und Lic. Georg Müller am 21. Maijul. / 31. Mai 1630greg.
als Gesandte zum Regensburger Kurfürstentag abgeordnet, der von Juli bis November 1630 stattfand. Als Gesandter der fränkischen Grafen nahm „Lizentiat Mockhel, Kanzleidirektor in Pfedelbach“, an dem von Kurfürst Johann Georg I. von Sachsen initiierten Leipziger Konvent (26. Februar bis 4. April 1631) der protestantischen Reichsstände teil und unterschrieb am 18. Märzjul. / 28. März 1631greg. im Namen der Grafen und Herren des Fränkischen Kreises eine Eingabe des Konventes an Kaiser Ferdinand II. Mockel fertigte einen Bericht über das Treffen an
und beriet sich mit dem Nürnberger Rat Johann Christoph Herpfer (1583–1654). Anschließend reiste er zu einer Konferenz zur Umsetzung der Beschlüsse des Konvents, die am 22. Apriljul. / 2. Mai 1631greg. begann, nach Nürnberg. Am 7. Mai 1631 wurde „Direktor Liz. Mockhell“ auf einem Konvent in Weikersheim zum Syndikus des fränkischen Grafenkollegiums bestellt. Am 1. Dezember 1631 hielt Friedrich Richard Mockel eine Rede (einen Panegyrikus) zu Ehren von König Gustav II. Adolf von Schweden, der an diesem Tag von Frankfurt am Main aus seinen Feldzug zur Eroberung von Mainz begann. Ende des Jahres 1631 schied Mockhel aus dem Dienst der Grafen von Hohenlohe aus und verzog nach Straßburg.

### In schwedischen Diensten

#### Sekretär von Axel Oxenstierna
1632 wurde Friedrich Richard Mockhel Sekretär des schwedischen Reichskanzlers Axel Oxenstierna. Im Sommer 1632 war er für einige Monate im damals schwedischen Mainz. Axel Oxenstierna hatte ihm dort das Haus des vor den Schweden geflohenen Kurfürstlichen Rates Dionysius Campius († 1641) als Dotation zugesprochen.
An der Universität Straßburg hielt Matthias Bernegger einen Monat nach dem Tod Königs Gustav II. Adolf in der Schlacht bei Lützen auf Einladung des Rektors Nicolas Ager am 10. Dezember 1632 eine akademische Gedenkrede, bei der er als erste den schwedischen Gesandten Josias Glaser (* 1588; † nach 1650), den schwedischen Rat und Sekretär Friedrich Reichard Mockel und den Pfalzgrafen Georg Otto von Veldenz-Lützelstein-Guttenberg (1614–1635) begrüßte.
Der Eroberer von Colmar Generalfeldmarschall Gustaf Horn ließ bei seinem Abzug am 15. Dezemberjul. / 25. Dezember 1632greg. eine kleine Garnison unter Graf Wilhelm Otto von Nassau-Siegen (1607–1641), den schwedischen Beauftragten Mockhel und zwei seiner Kapläne in der Stadt zurück. Im April 1633 nahm Mockhel im Gefolge Oxenstiernas am Heilbronner Konvent teil, im Juli vertrat er als königlicher Commissarius die Lehnsherrin Christina von Schweden, als Markgraf Friedrich V. von Baden-Durlach von baden-badischen, ebersteinischen und vorderösterreichischen Gebieten und einigen kleineren Herrschaften (Landvogtei Ortenau, Lahr, Mahlberg) Besitz ergriff, die ihm in Heilbronn zugesprochen worden waren. „Friedrich Reinhard Mekhel“ informierte Horn im August 1633 von Straßburg aus über den Tod des gefangenen kaiserlichen Obristfeldzeugmeisters Ernesto Montecuccoli in Colmar. Im Oktober 1633 hielt sich Mockhel in Schlettstadt, im Winter 1633/34 einige Monate in Colmar auf.

#### Schwedischer Resident im Elsass
Friedrich Richard Mockhel wurde 1634 als Nachfolger von Josias Glaser zum schwedischen Residenten (Generalbevollmächtigten) im Elsass bestellt. Er wohnte zunächst in Frankfurt am Main und besuchte dort im April 1634 den Konvent des protestantischen Heilbronner Bundes. Die Rückreise in das Elsass unternahm er in einer Reisegruppe zusammen mit dem Syndikus der Reichsstadt Colmar Hans Heinrich Moog (1600–1688) über Heidelberg, Straßburg erreichten sie wieder am 31. Mai. Mockhel kümmerte sich im Sommer 1634 um die Studien von Oxenstiernas Neffen Axel Åkesson Natt och Dag (1617–1642), Gustav Åkesson Natt och Dag (* um 1618; † 1637) und ihrem Cousin Axel Turesson Natt och Dag (1621–1647), die auf ihrer Grand tour in Straßburg Station machten.

#### Nach der Schlacht bei Nördlingen
Nach der verheerenden Niederlage in der Schlacht bei Nördlingen (6. September 1634) sandte Oxenstierna den Geheimsekretär Johann von Faltzburg mit dem königlich schwedischen Archiv nach Straßburg, wo er gemeinsam mit Mockhel die geheime Korrespondenz bearbeitete. Am 29. Septemberjul. / 9. Oktober 1634greg. unterzeichneten der französische Resident in Straßburg Melchior De L'Isle (Lisle) (1580–1644) mit dem Maréchal de France Jacques Nompar de Caumont, Herzog von La Force, und der schwedische Resident Friedrich Richard Mockhel im Auftrag von Rheingraf Otto Ludwig von Salm-Kyrburg-Mörchingen – eine Woche vor dessen Pesttod – in Straßburg einen Vertrag, der die Abtretung aller schwedischen Garnisonsstädte im Elsass außer Benfeld und Dachstein an Frankreich vorsah. Kardinal Richelieu verweigerte jedoch die Ratifikation und schloss am 1. November selbst den Vertrag von Paris mit dem Heilbronner Bund, dem wiederum der schwedische Kanzler Axel Oxenstierna die Unterschrift verweigerte. 1535 wurde dann der Bündnisvertrag von Compiègne geschlossen, der den Schweden Benfeld als Exklave im französischen Elsass beließ.

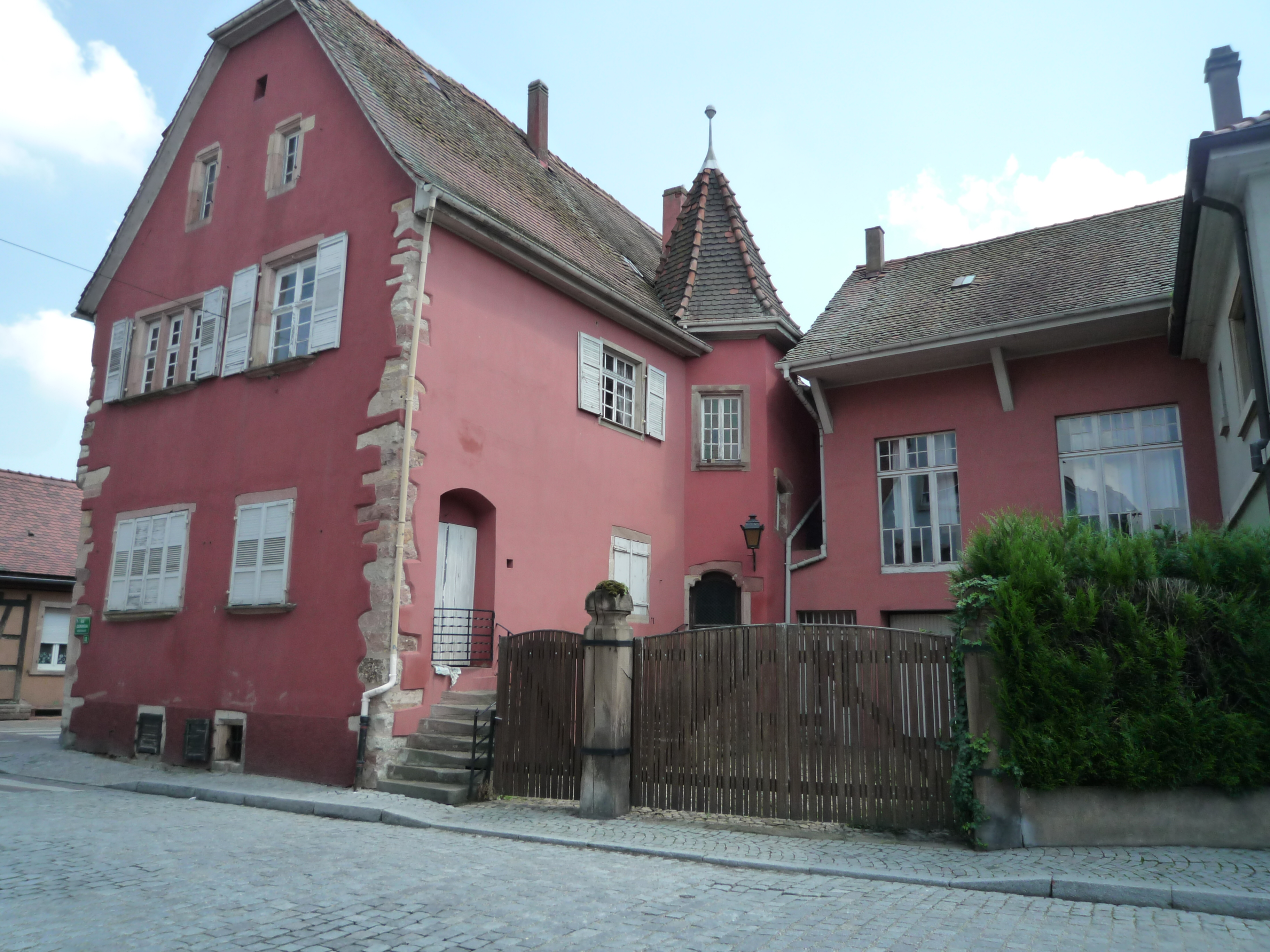
Renaissance-Amtshaus in Benfeld, 12 rue Clemenceau, Mitte des 16. Jahrhunderts

Mockhel war als schwedischer Consiliarius dexterrimus (= Rat zur Rechten) und Resident Mitglied des Straßburger Kirchenkonventes (Konsistoriums). Er bemühte sich im Sommer 1635, die Stadt Straßburg von einer Annahme des Prager Friedens abzuhalten.
Anfang 1635 kam es zu einem Konflikt mit dem verbündeten Herzog Henri II. de Rohan und einem „Herzog von Württemberg“ – gemeint ist wohl der 1635 im Elsass in französischen Diensten stehende Obrist Herzog Roderich von Württemberg-Weiltingen (1611–1651) –, als der Gouverneur der Festung Bensfeld Oberst Arndt von Quernheim (1600–1639) und Mockhel sich weigerten, französischen Rekrutierungen und der Einquartierung eines württembergischen Regiments in Obernai (Oberehnheim), das „unter dem Schutz der Krone Schwedens“ stand, zuzustimmen. Im März 1635 wollte Reichskanzler Oxenstierna die Grafschaft Saarwerden wiederherstellen. Im schwedischen Namen übergab Friedrich Richard Mockhel in Bouquenom (Bockenheim) diese Stadt und Sarrewerden (Saarwerden) – beide ursprünglich lothringische Lehen – am 23. April 1635 feierlich an Graf Wilhelm Ludwig von Nassau-Saarbrücken. Es gelang den Nassauer Grafen jedoch nicht, diesen Teil der Grafschaft zu behaupten.
Am 26. Oktober 1635 verlegte Mockhel seinen Wohnsitz in das schwedische Benfeld. 1635/36 überwinterte er in Straßburg. Dort starb am 9. Mai seine Schwester Corona Mockel (* um 1601; † 1636). Anschließend hielt sich Mockhel bis zu seinem Tod hauptsächlich in Benfeld auf, unterbrochen von diplomatischen Reisen. Bei den rechtsgelehrten Kollegen, die mit ihm zu tun hatten, galt „der Benfeld regierte“, als „klug und fleißig“. Allerdings wurde er vom schwedischen Finanzrat Pieter Spierincx van Silvercroon (1595/96–1652) für hohe Ausgaben kritisiert.

#### Kämpfe um Saverne und Breisach
Während der Belagerung von Saverne (Zabern) durch Bernhard von Sachsen-Weimar 1636 schlossen im Auftrag des Generalleutnants Kardinal Louis de Nogaret de La Valette d’Épernon, der am 8. Juni in Benfeld war, dessen Gesandter François-Auguste de Thou (1604–1642) und der französische Gouverneur von Colmar, Maréchal de camp Achille de Longueval, sieur de Manicamp (1597–1677), eine Vereinbarung mit Gouverneur Arndt von Quernheim und dem schwedischen Residenten Friedrich Richard Mockhel. Die Franzosen verpflichteten sich, fünfhundert Soldaten zu stellen. Obernai, das sich im November 1635 kaiserlichen Truppen ergeben hatte, und Molsheim sollten nach ihrer Einnahme den Schweden zur Sicherung und Versorgung der Festung Benfeld zufallen.
Im September 1637 war Mockhel in Straßburg. Im Herbst 1637 wurde die innerschwedische Kommunikation durch die Kriegsläufe unterbrochen. Als Kaiser Ferdinand III. im Frühjahr 1638 versuchte, in Köln und Lübeck separate Friedensverhandlungen mit Frankreich bzw. Schweden zu Stande zu bringen, bemühte sich Mockel als Rat und Resident der Krone Schwedens im Elsass um sicheren Geleit durch das Herzogtum Württemberg. Nach der Eroberung von Breisach im Dezember 1638 durch Bernhard von Sachsen-Weimar widmete der dortige Pfarrer Jodocus Haas (1594–1676) dem schwedischen Residenten Mockhel eine Dankpredigt. Im Januar und im Mai 1639 hielt sich Friedrich Richard Mockhel in Breisach auf.
Nach dem Tod des Obersten Arndt von Quernheim wurde Oberst Friedrich Moser von Filseck (1605–1671), ein Verwandter von Mockels Schwägerin Anna Dorothea Beuerlin (* 1606; † um 1636), deren Mutter eine geborene Moser von Filseck war, 1639 Gouverneur der Festung Bensfeld.

#### DerCodex Brisacensis
Nach der Eroberung von Breisach schenkte Bernhard von Sachsen-Weimar dem schwedischen Legaten Friedrich Reichard Mockhel einen handgeschriebenen Kodex der Historia Austrialis Silvii – den sogenannten Codex Brisacensis. Es handelt sich um eine Darstellung der Geschichte Kaiser Friedrichs III. durch Enea Silvio Piccolomini, den späteren Papst Pius II. Das Manuskript hatte Johannes Hinderbach für Maximilian I. anfertigen lassen. Es gelangte über Mockhels Erben an Johann Heinrich Boeckler (1611–1672) und wurde, weil Boeckler die Edition selbst nicht mehr abschließen konnte, 1685 von Johann Georg Kulpis herausgegeben. Der Codex Brisacensis galt als verschollen, wurde aber inzwischen in der Bibliothèque nationale de France in Paris (ms latin 6028) identifiziert.
Der Privatgelehrte Johannes Freinsheim widmete Joachim van Wicquefort (1596–1670), einem Agenten Bernhards von Sachsen-Weimar, und dem „amplissimi viro Frid[erico] Reichardo Mockelio Sacrae Reg[inae] Maiest[atis] et Coronae Sveticae Consiliario & Legato per Alsatium“ 1639 eine Ausgabe der Historiae Alexandri Magni Macedonis (= Geschichte des Makedoniers Alexanders des Großen) von Quintus Curtius Rufus. Mockhel hatte Freinsheim und dessen Schwiegervater Bernegger 1638 eine Unterstützung Herzog Bernhards von 100 Dublonen zur Fortführung ihrer Tacitus-Studien vermittelt.

#### Tod Bernhards von Sachsen-Weimar
Im Juli 1639 fuhr Bernhard von Sachsen-Weimar zusammen mit dem Residenten Mockhel per Schiff von Hüningen nach Neuenburg am Rhein, wo der Herzog eine Woche später verstarb. Mockel appellierte an die Loyalität der Offiziere gegen die schwedische Krone und riet dazu, das (politische) Testament Bernhards zu öffnen, wurde aber bei dessen erster Verlesung von dem Kanzler Johann Ulrich Rehlinger von Leder, Generalmajor Johann Ludwig von Erlach, Obrist Johann Bernhard Ehem (1587–1657), Graf Wilhelm Otto von Nassau-Siegen und Obrist Reinhold von Rosen ausgeschlossen. Die vier Offiziere übernahmen gemäß der Verfügung Bernhards von Sachsen-Weimar die Führung der Truppe. Der Hofprediger Daniel Rücker (1605–1665) widmete den Druck seiner Trauerpredigt im Breisacher Stephansmünster „Herrn Fridrich Reichard Mockeln, Ihrer Königl. Majestät in Schweden Rath und Residenten im Elsaß. Herrn Georg Müllern, Ihrer Königl. Majestät in Schweden Rath und Geheimen secretario. Herrn Hans Ulrich von Rehlingen auff Löder &c. Fürstl. Sächsischen Weinmarischen Rath und Cantzley Directori.“

#### Nach dem Tod Bernhards von Sachsen-Weimar

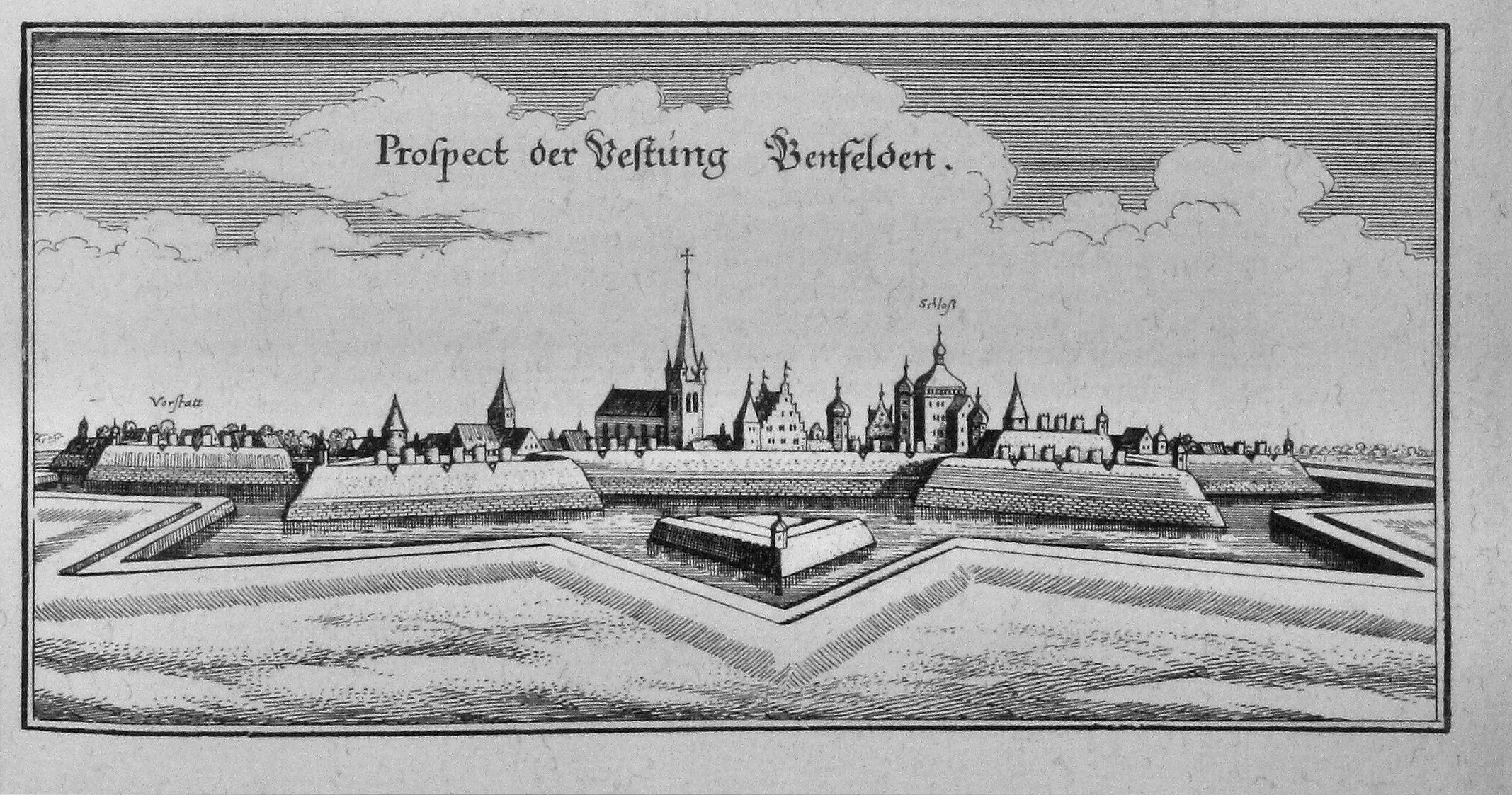
Die Vestung Benfelden im Todesjahr von Friedrich Richard Mockhel, Merian-Stich, 1663 (entspricht einer Vorlage von 1643)

In der akademischen Trauerrede für Matthias Bernegger, der im Februar 1640 starb, erwähnte Johann Heinrich Boeckler unter vielen gelehrten Zeitgenossen, mit denen der Verstorbene Umgang gehabt hatte, auch den Gesandten Friedrich Reichard Mockel. Im November 1640 reiste Mockhel nach Straßburg. 1641 soll Markgraf Friedrich V. von Baden-Durlach gegenüber Mockhel geäußert haben, sein Schwiegersohn, der schwedische Feldmarschall Johan Banér, hätte Versprechungen über die Kapitulation Benfelds gemacht. Oxenstierna, der davon hörte, wies Mockhel auf die große Bedeutung hin, die Benfeld für Schweden habe. Er solle „sich nicht irre machen laßen“ und die Festung in gutem Zustand halten. Eine Übergabe oder Evakuierung könne „von niemandt anders alß einzig undt allein von hiesiger Chron“ angeordnet werden. Mockhel hatte allerdings bereits 1639 einen Bedarf von 20.000 Reichstalern zum Erhalt der Festung veranschlagt. Mit dem Kommandanten Konrad Widerholt auf dem Hohentwiel, der als württembergische Festung erfolgreich mehreren Belagerungen durch kaiserliche Truppen widerstand, führte Mockhel einen längeren Schriftwechsel.
Nach der Gefangennahme des Karl Magnus von Baden-Durlach in Neunburg vorm Wald am 10. Märzjul. / 20. März 1641greg. fungierten Friedrich Richard Mockhel und der Reichshofratsagent Jeremias Pfister (Pistorius) von Burgdorf (1580–1651) als badische Bevollmächtigte bei den Verhandlungen wegen seiner Auswechslung gegen den kaiserlichen Generalwachtmeister der Kavallerie Graf Adolf von Puchheim (* um 1600; † 1639), der nach der Schlacht bei Chemnitz (1639) in schwedische Gefangenschaft geraten war.

#### Austausch von Gustaf Horn gegen Johann von Werth
1641/42 betrieben Friedrich Richard Mockhel und der schwedische Botschafter in Frankreich Hugo Grotius, der deswegen in Kontakt mit dem französischen Außenminister Léon Bouthillier, comte de Chavigny, in Paris und mit dem Gouverneur von Lothringen François de L’Hospital, seigneur du Hallier stand, den Austausch des gefangenen schwedischen Generalfeldmarschalls Gustaf Horn gegen den kaiserlichen Reitergeneral Johann von Werth, der schließlich am 24. März 1642 auf der Dinglinger Zollbrücke zu Stande kam. Noch am selben Tag traf Horn in Benfeld ein und wurde von Mockhel zu einem Festessen geladen, das die Stadt Obernai ausrichten musste. Johann Valentin Andreä widmete Friedrich Reichard Mockel 1642 das Kapitel Sol Veritas Sive Religionis Christianae certitudo (= Die Sonne der Wahrheit, oder: Die Gewissheit der christlichen Religion) in seinem Kompendium Rei Christianae et literariae subsidia (= Hilfsmittel für die Christenheit und die Wissenschaft).
Hofrat Mockhel erließ 1642 eine Feuerordnung für Benfeld und am 26. April 1643 eine strenge Judenordnung für die Stadt Dambach im Amt Benfeld. Johann Michael Moscherosch wurde 1643 sein Sekretär in Benfeld. Als der verbündete französische Marschall Jean Baptiste Budes de Guébriant im August 1643 mit seinen Truppen auf die linke Rheinseite gedrängt wurde, wurde er von Mockhel vehement aufgefordert, das Gebiet um Benfeld zu verlassen.
Auf Anweisung des Kommandanten Oberst Friedrich Moser von Filseck führte Moscherosch die Amtsgeschäfte nach dem Tod Friedrich Richard Mockhels, der im Dezember 1643 nach „großer Leibesschwächlichkeit“ gestorben war, vorläufig weiter. Als Mockhels Nachfolger in Benfeld wurde auf Empfehlung von Lennart Torstensson ab September 1645 bis zum Westfälischen Frieden der Sekretär Georg Hansson von Snoilsky (1607–1672) eingesetzt.
1649 wurde Friedrich Richard Mockhels Bruder August Mockhel (1599–1659), der zu dieser Zeit in Straßburg wohnte, in einem Vertrag mit der Stadt Wimpfen als „gegenwärtig königlich schwedischer Ministro (= Gesandter) im Elsaß“ bezeichnet.

## Familie
Friedrich Richard Mockhel war seit 1621 verheiratet mit Agnes Kielmann, einer Tochter des württembergischen Geheimrates Johann Kielmann von Kielmansegg (1568–1633) aus Stuttgart und (⚭ 1592) der Margarete Vogler (1574–1633). Verschwägert war er unter anderem mit dem Landschaftseinnehmer Johannes Kielmann von Kielmansegg (1600–1646), Professor David Magirus, dem Arzt Andreas Planer (1602–1673) in Schwäbisch Hall, dem württembergischen Oberrat und Kirchenkasten-Advokat Matthäus Hiller d. Ä. (1585–1639), dem württembergischen Kammerrat Johann Georg Sattler (1597–1640) in Stuttgart und dem Hauptmann (Kapitän) Johann Philipp Kielmann von Kielmansegg († um 1644). Nachdem Württemberg 1634 von kaiserlichen Truppen besetzt worden war, verdächtigte man Matthäus Hiller, er führe einen heimlichen Briefwechsel mit seinem Verwandten, dem schwedischen Residenten Mockel. Hiller wurde in Göppingen verhaftet. Dessen Sohn Johann Philipp Hiller (1619–1666) aus Stuttgart widmete den schwedischen und württembergischen Räten Friedrich Reichard Mockel, Matthäus Hiller (seinem Vater) und Johann Georg Sattler 1637 eine Straßburger Disputation. Johann Philipp Kielmann, der als Bräutigam zwei Mägde geschwängert hatte, bewahrte Mockel nach Intervention der Familie 1643 vor einer Kirchenbuße.
Johann Albert Mockel (1596–1622) und der Jurist (Jurisconsultus) und württembergische Kammerrat August Mockel (1599–1659) waren – von Seiten des Vaters – Brüder von Friedrich Richard Mockhel. Die Familie seines Bruders und seine Schwester Corona Mockel (1602–1636) flohen 1634 nach der Schlacht bei Nördlingen wie Herzog Eberhard III. von Württemberg nach Straßburg. Corona Mockel starb dort kurz nach ihrer Ankunft. Von Seiten der Mutter her hatte Friedrich Richard Mockel darüber hinaus fünf ältere Halbgeschwister, darunter Klosterverwalter Martin Lustnauer (1586–1635) in Bebenhausen, Hofapotheker Joseph Lustnauer (* 1592; † nach 1631) in Bamberg und Anna Maria Lustnauer (1588–1619), verheiratet (⚭ 1605) mit Hofprediger Bernhard Ludwig Löher (1580–1631) in Stuttgart.
Der Heilbronner Bürgermeister August Friedrich Mockel (1628–1694) und der Straßburger städtische Zeugwart und Dreizehner Christoph Jakob Mockel (1630–1704), beides Söhne von August Mockel, gebürtig aus Schwäbisch Hall und aufgewachsen in Straßburg, waren Friedrich Richard Mockhels Neffen. Christoph Jakob Mockel widmete dem Nachfolger seines Onkels, dem schwedischen Residenten Georg Hansson von Snoilsky, 1649 eine Straßburger Disputation.

## Varia
Der „Schwedische Gesandschafts-Rath von Mokkel“ ist eine der Personen in dem 1803 erschienenen Teilband III/2 des Dramas Bernhard, Herzog zu Sachsen-Weimar von Friedrich Christian Schlenkert. Schlenkert ließ ihn 1633 im schwedischen Gesandschaftshaus zu Dresden und im erzbischöflichen Palast in Erfurt auftreten.

## Werke
- (zusammen mit Christoph Besold) De cura imperantium externa generatim, et in specie de foederibus, bello defensivo ac legatis (= Über die außenpolitische Aufgabe der Herrschenden im allgemeinen und über Vertragsabschlüsse, den Verteidigungskrieg und Diplomaten im besonderen). Tübingen, um 1612
- Disputationum, ex pandectarum libris desumptarum, prima Explicationem continens L. 1. et 2. tit. de Justit. et Jure.  Johann Alexander Cellius, Tübingen 1612 (Google-Books)
- (zusammen mit Christoph Besold, mit Widmung an patrono suo (= seinen Beschützer) Melchior Bonacker (1572–1628)[115] und einem Beitrag von Johannes Saubert) Disputationum, Ad Praecipuas Pandectarum Leges, Prima: Explicationem continens L. 1. & 2. tit. de Iustit. & Iure.[116][117] Pro Quâ, Spiritus S. Sancti suavi adspirante aurâ … ᾿Επίμετρον. Mulierem, Romani Pontificis sedem occupasse, falsò credi; nobis videtur esse falsißimum (= Zusatz. Zu meinen, es sei falsch, dass eine Frau den Stuhl des römischen Pontifex eingenommen hat, ist unseres Erachtens grundfalsch). Johann Alexander Cellius, Tübingen 1612 (Digitalisat der Staatsbibliothek zu Berlin), (Google-Books); Zusatz (Google-Books)
  - (leicht gekürzt und geringfügig  überarbeitet wieder abgedruckt als:) Praecognita miscellanea generalia. I, 1–20, Lex 1. tit. 1. Lib 1 ff., 1–25 und Lex 2. tit. 1. Lib 1 ff., 1–6. In: Christoph Besold:[9] Ad tit. I. III. IV. V. et VI. lib. I. Pandectarum commentarii succincti. Johann Alexander Cellius, Tübingen 1616, S. 1–47  (Google-Books), Beitrag von Johannes Saubert, S. 181f (Google-Books) und Corol[larium] (= Zusatz) I. Mulierem, Romani Pontificis sedem occupasse …, S. 182f (Google-Books)
- (zusammen mit Christoph Besold) Quaestionum politicarum cinnus (= Eine Mischung von politischen Fragestellungen). Tübingen 1613
- (zusammen mit Christoph Besold) Doctrinae politicae synopsis (= Überblick der Politiklehre), quam ex Christophori Besoldi Disputationum politicarum Classibus excerpsit, & Tabellis aliquot repraesentavit (= wie er sie aus den Gruppen der politischen Disputationen Christoph Besolds ausgezogen und in einigen Tabellen dargestellt hat). In: Christoph Besold (Hrsg.): Politicorum Libri duo, Quorum Primus, Reipublicae Naturam & constitutionem, XII. capitibus absolvit, Alter Vero, De Republica In Omnibus Partibus gubernanda, IX. sectionibus tractat. Tübingen 1616 (Google-Books)
  - 2. Aufl. Johann Alexander Cellius, Frankfurt am Main und Tübingen 1620
- (zusammen mit Christoph Besold) De praemiis dissertatio (= Erörterung über Belohnungen). Eberhard Wild, Tübingen 1620 (Google-Books)
  - (wiederabgedruckt in:) Christoph Besold (Hrsg.): Disputationum juridoco-politicarum, in illustri Academia Tubingensi habitarum, fasciculus, Bd. I. Eberhard Wild, Tübingen 1623, Nr. I (Google-Books)
- Gustavus Adolphus Rex Svecorum, a Friderico-Ricardo Mockel, nuper calendis Decembris Anni 1631. Straßburg 1643[118]